# Sao
Sao  är en av Neptunus månar.
Månen upptäcktes den 14 augusti 2002 av ett större internationellt forskarlag på bilder som togs av två observatorier, en i Chile och den andra på Hawaii. Sedan hittades den även på en avbildning som togs redan den 10 augusti 2001. Den sistnämnda bilden gav även upphov till upptäckten av månarna Halimede och Laomedeia. Upptäckten offentliggjordes den 3 januari 2003 och månen fick i början beteckningen S/2002 N 2.
Den 3 februari 2007 fick månen namnet Sao som var en av 50 havsnymfer (Nereiderna) i den grekiska mytologin.